# Iván Ivánovich Shuválov
Iván Ivánovich Shuválov (en ruso: Ива́н Ива́нович Шува́лов; Moscú, 12 de noviembre de 1727 - 26 de noviembre de 1797) fue un mecenas ruso, fundador de la Universidad de Moscú y el primer ministro de Educación del Imperio Ruso. El primer teatro de Rusia, la primera universidad y la Academia Imperial de las Artes fueron instituidos con su participación activa.

## Biografía

### Relación amorosa con la Emperatriz
Nació en Moscú, siendo el hijo único de Iván Menshói Shuválov, un capitán de ejército que murió cuando el chico tenía diez años, y Tatiana Rodiónovna Ratislávskaya. La posición económica de la familia cambió drásticamente en 1741, cuándo la emperatriz Elizaveta Petrovna ascendió al trono ruso con ayuda de los poderosos primos de Iván – Piotr y Aleksandr Shuválov. Al año siguiente, adjuntaron a Iván, de catorce años, a la corte imperial como paje.
En julio de 1749, durante una visita de Iván a su cuñado, el príncipe Galitzine, en su residencia de campo próxima a Moscú, los hermanos Shuválov planificaron su reunión con la emperatriz, quien estaba peregrinando al monasterio de san Sabas de Zvenígorod. Los Shuvalov no quedaron decepcionados: la Emperatriz, de 40 años, se fijó en el apuesto paje, 18 años menor que ella, y le pidió que la acompañara en su próxima peregrinación al Monasterio de la Nueva Jerusalén.
Tres meses más tarde, Shuvalov fue nombrado kammer-junker (≈ «gentilhombre de cámara»), y empezó su relación con la emperatriz. A pesar de que los primos habían planeado utilizarlo como peón en sus intrigas cortesanas, Shuválov se negó a enredarse en sus maquinaciones. Como gustan de señalar sus biógrafos, Shuvalov era "suave y generoso con todos" y "no tenía ningún enemigo".

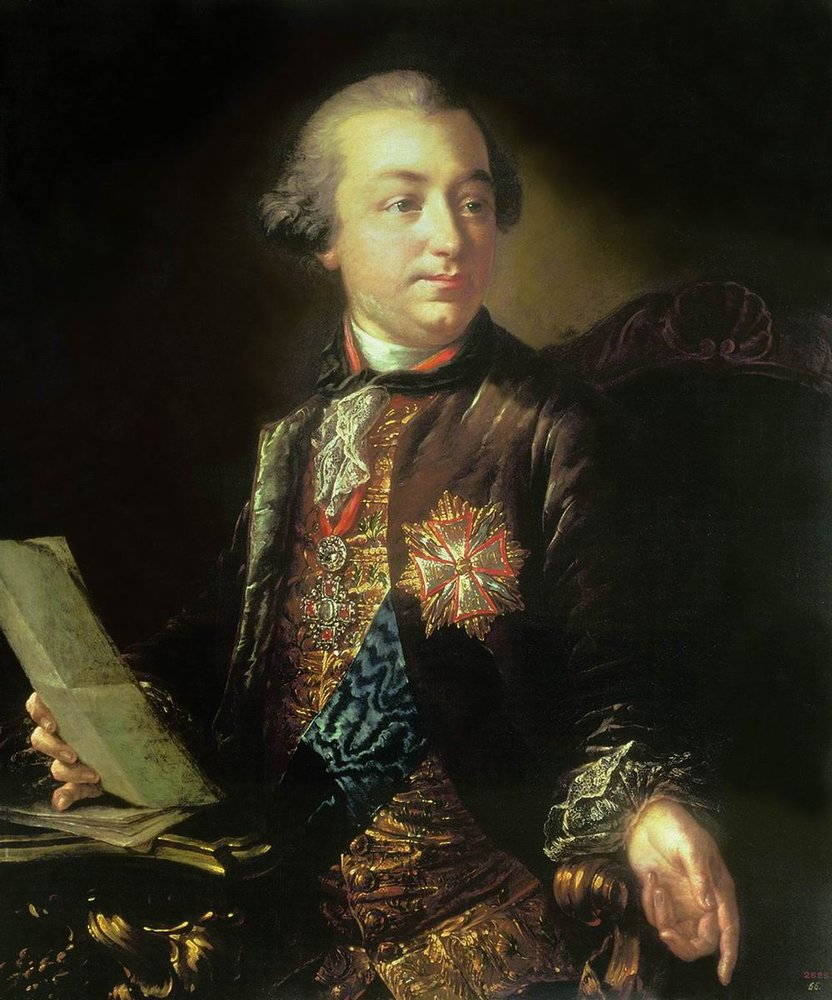
Iván Shuválov, cuadro de Antón Losenko.

La posición de Iván se fortaleció durante los años de declive de la emperatriz, cuando asumió el papel de maestro de peticiones, eclipsando a su anterior favorito y supuesto marido Alekséi Razumovski. Promovido a general en 1760, Shuválov rechazó la mayoría de los demás títulos que la emperatriz quería concederle, incluido el de conde.

### Mecenazgo de Lomonósov
A diferencia de los favoritos de Catalina la Grande, que servían a sus propios intereses, Shuválov decidió dar a su buena fortuna un uso constructivo para el avance de la educación y la promoció de las bellas artes en su país. Como modelo de cortesano ilustrado, mantuvo correspondencia con los principales pensadores franceses: Helvétius, d'Alembert, Diderot, y Voltaire. Suministró a este último con los materiales necesarios para su Histoire de l'empire de Russie sous Pierre le Grand y posteriormente tuvo un papel decisivo en su publicación en Rusia.
La actividad de Shuválov le puso en contacto con Mijaíl Lomonósov, un intelectual ruso que aspiraba a establecer una universidad en Rusia. Lomonósov encontró en Shuválov un leal mecenas y rindió tributo a sus logros dedicándole un par de odas y «meditaciones». El 23 de enero de 1755, onomástica de Tatiana Rodiónovna, la madre de Shuválov, la emperatriz respaldó su proyecto de fundar la Universidad Imperial de Moscú «para personas de todo tipo y condición». El Día de Tatiana se sigue celebrando a día de hoy como «Día de los Estudiantes Rusos» (aunque ahora cae el 25 de enero debido a la creciente diferencia entre los calendarios juliano y gregoriano).
Shuválov se convirtió en el primer curador de la universidad y atrajo a los intelectuales más brillantes para enseñar en ella. Tuvo la idea de fundar Noticias de Moscú (Московские ведомости), un diario publicado por la prensa universitaria. Además de dos facultades afiliadas con la Universidad de Moscú, ayudó a establecer el primer centro universitario fuera de Moscú, en Kazán. Fue elegido Miembro de la Royal Society en 1758.

### Academia de Artes
En 1757, Shuválov entregó al Senado su proyecto para establecer la Academia de las Tres Artes Nobles en su propio palacio en San Petersburgo. Concibió esta institución, posteriormente transformada en la Academia Imperial de las Artes, como un centro para educar a los chicos más dotados de todos los estratos de sociedad. Al principio, no se requirió ningún examen formal para ingresar en la Academia; incluso hijos de campesinos, como Fiódor Rókotov y Fedot Shubin, fueron admitidos por recomendación personal de Shuválov.
Shuválov fue el primer presidente de la Academia hasta 1763, cuando fue sucedido por Iván Betskói. En 1758, donó a la Academia su colección personal de cuadros y dibujos occidentales, que formó el núcleo de sus formidables fondos de bellas artes. En ese momento, su palacio también acogió actuaciones de la primera compañía teatral de Rusia, dirigida por Fiódor Vólkov e Iván Dmitrievski.
Tras la muerte de Elizaveta y la ascensión al trono de Catalina II, Shuválov partió hacia Europa, aparentemente con el propósito de mejorar su frágil salud. Durante catorce años de viajes al extranjero, adquirió obras de arte escogidas para la Academia y el Museo del Hermitage. También encargó copias de las mejores esculturas romanas en Roma, Florencia y Nápoles y más tarde las presentó a la Academia de Artes.

### Madurez
En lo político, la vida de Shuválov en el extranjero no fue tan emocionante como en el periodo anterior de su carrera. Realizaría diligencias diplomáticas por encargo de Catalina II; por ejemplo, fue él quien persuadió al Papa de reemplazar a Durini, un nuncio rusófobo en Varsovia, con el más dócil conde Giuseppe Garampi.
Su regreso a Rusia en 1777 propició la conocida epístola de Derzhavin, mientras que la emperatriz lo nombró Gran Chambelán. La mansión de Shuválov fue frecuentada por las nuevas generaciones de intelectuales rusos —Catalina Dáshkova, Denís Fonvizin, Mijaíl Jeraskov, Iván Dmitriev, Alejandro Shishkov—, muchos de ellos productos de la universidad que él había establecido. Mientras se alojaba en su palacio, el poeta Ermil Kostrov escribió la primera traducción rusa de la Ilíada.
Tras el fallecimiento de su amante imperial, Shuválov nunca se casó ni tuvo hijos. Murió en el Palacio Shuválov, en San Petersburgo, el 14 de noviembre de 1797, y fue enterrado en la Iglesia de Anunciación del Monasterio de Alejandro Nevski.

## Homenajes
En 2003, se inauguró una estatua conmemorativa de Shuválov en el patio interior de la Academia de Artes en San Petersburgo. Su escultor es Zurab Tsereteli, el presidente actual de la Academia que fundó Shuválov. Otra estatua conmemorativa fue erigida frente a la Biblioteca Universitaria de Moscú en 2004.